# Астрід Бельгійська
Астрід Бельгійська, повністю Астрід Жозефіна Шарлотта Фабриція Єлизавета Паола Марія (англ. Astrid Josephina Charlotte Fabrizia Elizabeth Paola Marie; нар. 5 червня 1962, Бельгія) — бельгійська принцеса, єдина дочка короля Альберта II та його дружини королеви Паоли. Дружина ерцгерцога Лоренца Австрійського-Есте.

## Біографія
Принцеса народилася в сім'ї Альберта, принца Льєжського (майбутнього короля Бельгії Альберта II) та його дружини Паоли. Вона — єдина дочка в сім'ї, має старшого брата — короля Бельгії Філіпа I (нар. 1960) та молодшого — принца Лорана (нар. 1963).
Принцеса Астрід отримала ім'я на честь своєї бабусі королеви Бельгії Астрід Шведської. Її хресними були дядько по материнській лінії — Фабріціо Руффо ді Калабріа і тітка по батьківській лінії — велика герцогиня Люксембурзька Жозефіна-Шарлотта.
Здобувши освіту в Бельгії, принцеса вивчала історію мистецтв в університеті Лейдена (Нідерланди), потім в Інституті європейських досліджень у Женеві та університеті штату Мічиган (США).

## Шлюб та діти
22 вересня 1984 року в Брюсселі принцеса Астрід одружилася з принцом Лоренцом Австрійським-Есте (нар. 16 грудня 1955), старшим сином герцога Роберта Австрійського-Есте (1915—1996) та принцеси Маргарет Савойської (нар. 1930). У шлюбі народила п'ятеро дітей, що носять титул принців (принцес) Бельгійських та ерцгерцогів (ерцгерцогинь) Австрійських-Есте:
- Амадео (нар. 21 лютого 1986)
- Марія Лаура (нар. 26 серпня 1988)
- Хоаким (нар. 9 грудня 1991)
- Луїза Марія (нар. 11 жовтня 1995)
- Летиція Марія (нар. 23 квітня 2003)

З 1984 по 1993 роки принцеса з сім'єю жила у Базелі, де її чоловік працював у банку. В цей час вона не виконувала жодних офіційних обов'язків.
10 листопада 1995 року принц Лоренс отримав також титул принца Бельгійського.